# The WikiLeaks Party
The WikiLeaks Party war eine australische libertaristische Kleinpartei, die 2013 aus einer Gruppe rund um WikiLeaks-Gründer Julian Assange heraus gebildet wurde. Die Partei verlor aufgrund des autokratischen Politikstil des Vorsitzenden Assange noch vor der Parlamentswahl in Australien 2013 prominente Mitglieder und erlangte nur 0,62 % der Wählerstimmen. Danach trat sie bei keiner anderen Wahl mehr an und wurde 2015 aufgelöst.

## Geschichte

### Gründung
Assange kündigte im März 2012 an, bei den nächsten Wahlen für den australischen Senat zu kandidieren. Ende 2012 kündigte er die Gründung der WikiLeaks-Partei an. Zur Gründung am 23. März 2013 war Assange nur mit einer Videobotschaft vertreten. Mit zu diesem Zeitpunkt 1.200 Mitgliedern reichte die Partei am 23. März 2013 die Registrierungsunterlagen als politische Partei ein und wurde am 2. Juli 2013 offiziell registriert. Vorsitzender des elfköpfigen Vorstandes war Assange.

### Senatswahlen 2013
Bei der Wahl zum Senat im September 2013 trat die Partei mit sieben Kandidaten in den Provinzen Victoria, New South Wales und Western Australia an. Assange erklärte, dass er in Umfragen bei 25 % bis 28 % läge. Ende August jedoch traten mehrere prominente Parteimitglieder aus und warfen Assange vor, sich auf undemokratische Art und Weise im Alleingang über Parteibeschlüsse hinwegzusetzen. Der Parteirat hatte sich in langwierigen Verhandlungen darauf geeinigt, bei den im australischen Präferenzwahlsystem wichtigen Wahlempfehlungen für die Präferenzstimmen in drei Bundesstaaten mit den Grünen zu kooperieren und in den übrigen zumindest keine Empfehlungen für Kandidaten der Kreationisten, der Waffenpartei oder christlichen Rechten auszusprechen. Assange hatte dann diese Wahlempfehlungen abgeändert und stattdessen rechte und nationalistische Parteien präferiert, unter ihnen die Australia First Party. Zu den ausgetretenen Parteimitgliedern gehören Leslie Cannold (bisherige Nummer zwei in der Partei), Sam Castro und Kaz Cochrane (Gründer der Bürgerallianz für WikiLeaks) und der Mathematiker Daniel Mathews (Gründungsmitglied von WikiLeaks). Die WikiLeaks Party erzielte landesweit nur 0,62 Prozent.

### Ende
Nach dem Debakel bei den Senatswahlen trat die Partei nicht mehr zu Wahlen an. Am 23. Juli 2015 wurde die Registrierung als Partei von der australischen Wahlbehörde aufgehoben.